# سيرسا لا سورس
سيرسا لا سورس هي مدينة من مدن هايتي. يبلغ عدد سكانها 51,410 نسمة وذلك حسب إحصائيات سنة 2009. يبلغ ارتفاع المدينة عن سطح البحر قرابة 371 متر.